# Banski dvor
Le Banski dvor (en serbe cyrillique : Бански двор) est un édifice et un centre culturel situé à Banja Luka, la capitale de la république serbe de Bosnie, en Bosnie-Herzégovine. Il a été construit en 1931 et 1932 selon des plans des architectes Jovanka Bončić-Katerinić (1887-1966), Anđelija Pavlović et Jovan Ž. Ranković pour servir de résidence aux bans de la banovine du Vrbas, une division administrative du royaume de Yougoslavie. Le bâtiment est aujourd'hui inscrit sur la liste des monuments nationaux de Bosnie-Herzégovine.
Jusqu'à la restauration du palais de la République serbe, en 2008, il a servi de résidence au président de la république serbe de Bosnie.

## Histoire

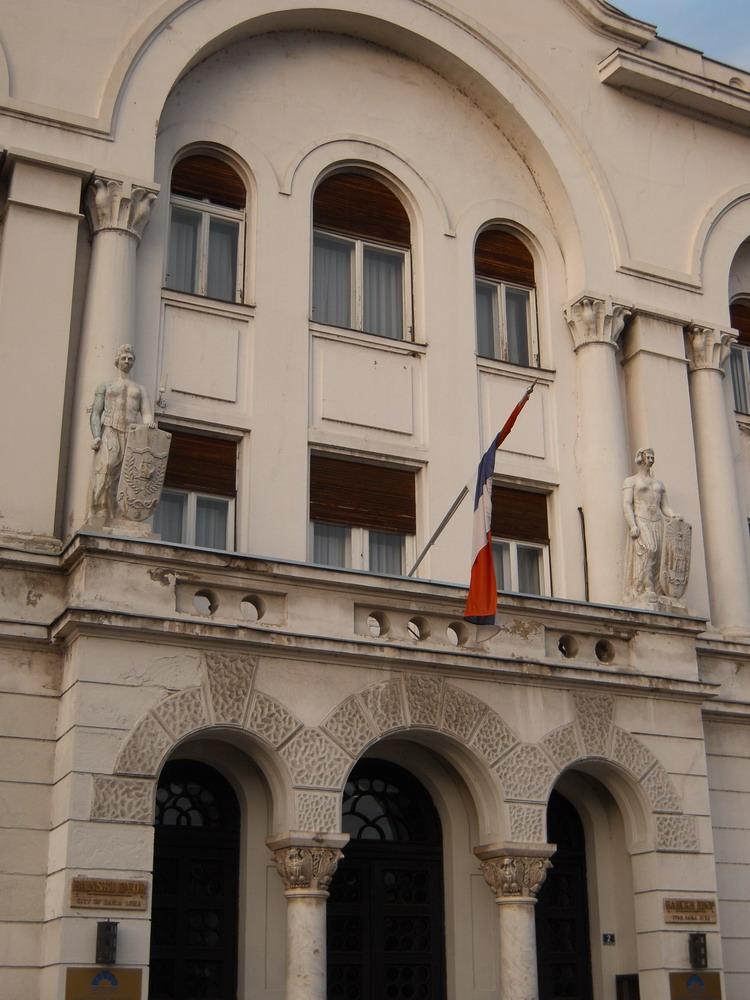
Détail de l'entrée

La banovine du Vrbas a été créée en 1929, au moment où l'ancien royaume des Serbes, Croates et Slovènes devint le royaume de Yougoslavie. Le premier ban (gouverneur) de la province fut Svetislav Tisa Milosavljević, qui voulut construire un bâtiment prestigieux pour accueillir la nouvelle administration provinciale. Au début de 1931, il mit en place un concours diffusé par voie de presse, notamment dans les journaux Politika de Belgrade et Narodno jedinstvo de Sarajevo, pour la construction de deux édifices, le Palais du ban (en serbe : Banski palat) et la Cour du ban (Banski dvor). Le concours fut remporté par les architectes belgradois Jovanka Bončić Katerinić, Anđelija Pavlović et Jovan Ž. Ranković. Le gros œuvre fut adjugé à l'entreprise de construction Kosta Šijački de Belgrade, sous la direction du jeune architecte Branko Jovanović, tandis que la décoration des façades et de l'intérieur fut dirigée par le sculpteur et académicien Đorđe Jovanović. La construction du Banski dvor commença en mars 1931 et l'édifice fut inauguré le 8 novembre 1932 ; il comprenait des salles de réunion, des salles de réception, des appartements pour les invités importants et toutes sortes d'installations pour assurer le fonctionnement de l'ensemble (cuisines, sanitaires, salles de bains etc.).
Pendant la Seconde Guerre mondiale, l'intérieur du Banski dvor fut gravement endommagé, les meubles, les peintures et les sculptures qu'il abritait furent emportés et, après la guerre, l'édifice devint un quartier général de l'armée et abrita des réunions politiques. À partir de 1955, l'assemblée de la ville de Banja Luka le transforma en Maison de la culture (Dom kulture), une institution culturelle qui, en 1998, prit le nom de Kulturni centar Banski dvor (Centre culturel Banski dvor). En revanche, après la création de la république serbe de Bosnie le 9 janvier 1992, le bâtiment abrita temporairement la présidence de cette république. En 2008, les locaux ont été rendus à l'association culturelle.

## Architecture
La partie inférieure du Banski dvor est caractéristique d'une architecture néorenaissance, avec des influences de l'architecture néoclassique. Le haut de l'édifice, quant à lui, offre des rappels de l'architecture médiévale ou de l'architecture balkanique.

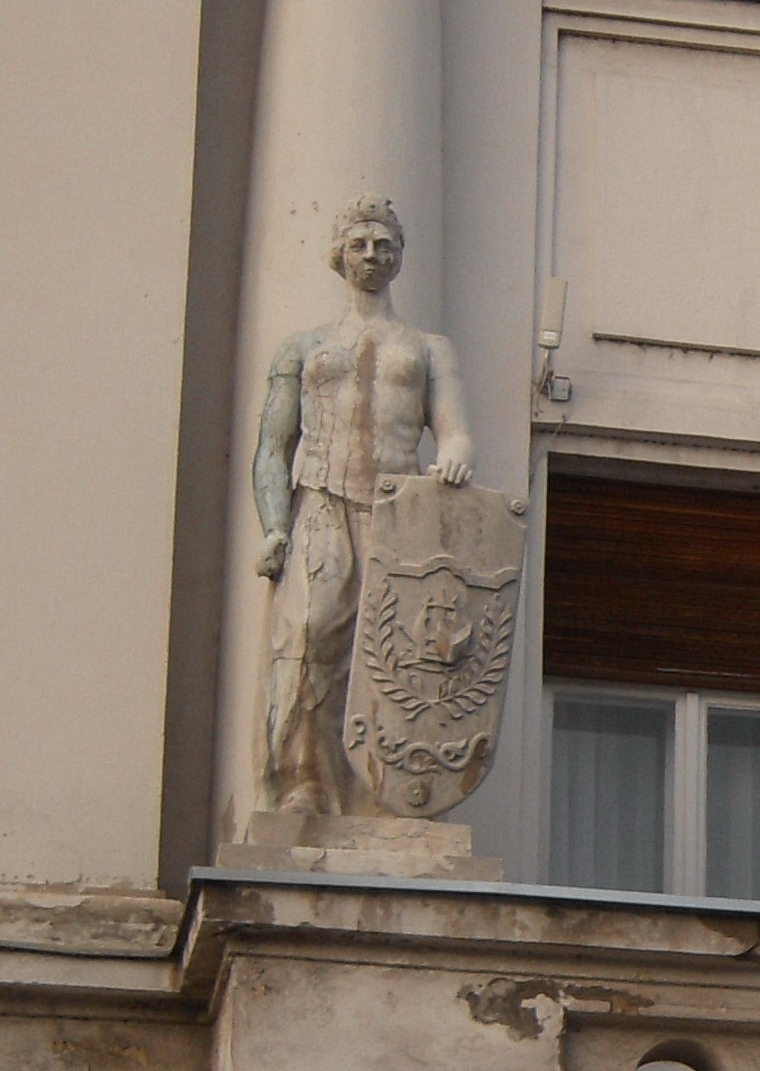
Détail d'une sculpture

## Kulturni centar Banski dvor

Le logo du centre culturel

Le centre culturel Banski dvor offre des activités multimédia. On y organise des concerts, des expositions, des spectacles de théâtre, des ballets et des projections vidéo. Le centre accueille aussi des conférences, des débats ou des événements littéraires.